# CJ CheilJedang

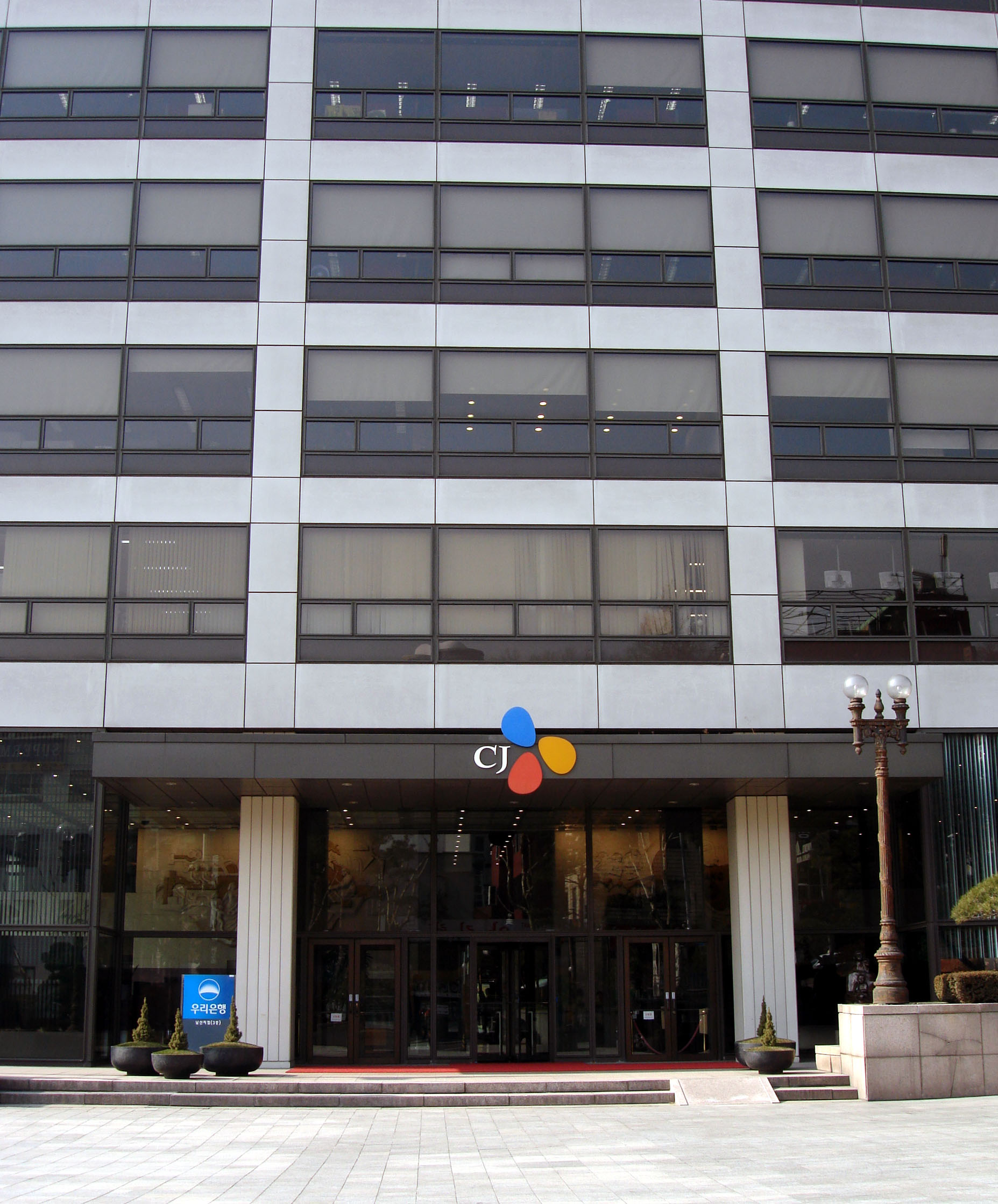
Trụ sở chính ở Seoul, Hàn Quốc

CJ Cheil Jedang là một công ty thực phẩm đa quốc gia của Hàn Quốc có trụ sở chính được đặt tại thành phố Seoul, chuyên về sản xuất thực phẩm, nguyên liệu thực phẩm, dược phẩm và công nghệ sinh học. Các thương hiệu con của công ty bao gồm có: Beksul, Bibigo, CJ Hat Kimchi, DASIDA, Haechandle và Kahiki.

## Lịch sử
CJ Cheil Jedang được thành lập với tên gọi 'Cheil Jedang' vào tháng 8 năm 1953 chuyên sản xuất đường và bột mì, ban đầu công ty là một phần của Tập đoàn Samsung với vai trò là doanh nghiệp sản xuất đầu tiên của Samsung. Vào tháng 7 năm 1993, công ty tách khỏi Samsung và giành được quyền quản lý độc lập, chuyển đổi thành một tập đoàn trong lĩnh vực đời sống và văn hóa với việc gia nhập vào ngành dịch vụ ăn uống và giải trí. Năm 1996, nó trở thành 'Tập đoàn Cheil Jedang' cùng với việc hoàn toàn chính thức tách khỏi Tập đoàn Samsung vào tháng 2 năm 1997.
Tháng 10 năm 2002, CJ Group được thành lập, tên chính thức được đổi thành 'CJ Co., Ltd'. Tháng 9 năm 2007 CJ Co một lần nữa được tách ra với tư cách là một công ty mẹ kinh doanh được đổi tên thành 'CJ CheilJedang Co., Ltd' và CJ Group trở thành công ty mẹ cho một nhóm các công ty con liên quan đến thực phẩm và giải trí có trụ sở tại Hàn Quốc. Công ty mẹ CJ Group có bốn lĩnh vực kinh doanh cốt lõi chính: Thực phẩm & Dịch vụ ăn uống, Dược phẩm Sinh học, Truyền thông Giải trí, và Mua sắm tại nhà & Hậu cần (Logistics). Và trong đó, công ty con CJ Cheil Jedang phụ trách mảng Thực phẩm & Dịch vụ ăn uống.
Năm 2018, CJ CheilJedang đã mua lại Kahiki Foods, một công ty sản xuất thực phẩm của Mỹ có trụ sở tại Columbus, Ohio.

## Hoạt động của doanh nghiệp
Bốn lĩnh vực kinh doanh chính của công ty là nguyên liệu thực phẩm (gồm đường, lúa mì, dầu), thực phẩm, hậu cần và công nghệ sinh học (gồm bột ngọt, lysin), thực phẩm chế biến và thức ăn chăn nuôi.
Kể từ đó, công ty đã mở rộng ra toàn cầu với các văn phòng tại Trung Quốc, Mỹ, Philippines, Indonesia, Việt Nam, Brazil, Úc, Nhật Bản, Nga, Singapore.
CJ gần đây được cho là đang đàm phán với Tập đoàn Dendreon của Hoa Kỳ, là doanh nghiệp đang trong quá trình thử nghiệm vắc xin ung thư có tên là Provenge.